# Поповка (Некрасівська сільрада)
Поповка (рос. Поповка) — село в Рильському районі Курської області Росії. Входить до складу Некрасовської сільської ради.

## Географія
Село знаходиться на правому березі Сейму, за 108 км на захід від Курська, на 5 км південніше районного центру — міста Рильська та за 5,5 км від центру сільради — Некрасове.
Клімат
Поповка, як і весь район, розташована в поясі помірно-континентального клімату з теплим літом і відносно теплою зимою (Dfb в класифікації Кеппена).

## Населення
| Чисельність населення | Чисельність населення |
| 2002                  | 2010                  |
| --------------------- | --------------------- |
| 39                    | ↘8                    |

## Історія
10 червня 2022 року в ході російсько-української війни з боку російського села Поповка Курської області (поряд з Есманською громадою) було випущено 1️0 російських боєприпасівб які розірвалися у Шосткинському районі, повідомив у своєму Telegram голова ОВА Дмитро Живицький.
Вранці 13 червня за інформацією ОК «Північ» на напрямку Бачівська армією РФ тричі вівся мінометний обстріл. Зафіксовано 8 потраплянь. Втрат серед особового складу та техніки не було. Після 7 ранку було ще близько 30 вибухів. За інформацією ДПСУ, важкокаліберним озброєнням росіяни стріляли з російського села Поповка.

## Інфраструктура
Жителі села займаються особистим підсобним господарством. У селі 35 будинків.

## Транспорт
Поповка знаходиться за 2 км від автодороги регіонального значення 38К-040 (Хомутовка — Рильск — Глушкове — Тьоткіно — кордон з Україною), за 5 км від автодороги 38К-030 (Рильськ — Коренево — Суджа), за 3 км від автодороги міжмуніципального значення 38Н-693 (38К-040 — Артюшково) з під'їздом до с. Семенове (Курська область), за 1,5 км від автодороги 38Н-696 (38К-040 — Тимохіно), за 4,5 км від автодороги 38Н- 566 (38К-030 — Малогнеушево — сел. ім. Куйбишева — Семенове з під'їздом до Ізноскове (Рильський район), за 5 км від найближчої залізничної станції Сеймська (лінія 16 км — Сеймська).
Село знаходиться за 166 км від аеропорту імені В. Г. Шухова (неподалік Бєлгорода).